# Карл Јохан Лухт
Карл Јохан Лухт (ест. Karl Johann Luht; Тарту, 30. новембар 1996) естонски је пливач чија ужа специјалност су трке леђним стилом. Вишеструки је национални првак, рекордер и репрезентативац.
Од 2016. студент је на Државном универзитету Луизијане у Батон Ружу, за чију пливачку секцију наступа.  

## Спортска каријера
Лухт је дебитовао на међународним такмичењима 2014, на Олимпијским играма младих у кинеском Нанкингу, где му је најбољи резултат било 14. место у полуфиналу трке на 50 леђно. 
Први наступ на сениорским такмичењима је имао на Европском првенству 2016. у Лондону, а две године касније је наступио и на континенталном првенству у Глазгову.  
На светским првенствима у великим базенима је дебитовао у корејском Квангџуу 2019, где се такмичио у три дисциплине. Пливао је у квалификационим тркама на 50 леђно (39) и 100 леђно (38. место). Естонска мушко-женска штафета на 4×100 мешовито у саставу Лухт, Ромањук, Зирк, Голд, испливала је у квалификацијама нови национални рекорд у времену 3:54,18 минута, што је било довољно тек за 21. место.